# Ano, pane Jiří
Ano, pane Jiří (1987) je kompilační album Jiřího Grossmanna. Představuje Grossmanna hlavně jako zpěváka, ale jako textař složil také téměř všechny z 18 vybraných písní. Sleeve-note napsal Miloslav Šimek.

## Seznam písní
1. Ano, pane Jiří (Steve Karliski Yes, Mr. Peters / Jiří Grossmann) – 2:45
2. Mávám růží (Lee Mamers Pennsylvania Polka / Jiří Grossmann) – 2:20
3. Jako kotě si příst (Bob Morris, Jerry Wiggins Too Many Chiefs Not Enough Indians / Jiří Grossmann) – 3:45
4. Líná dáma (Fats Domino Lazy Lady / Jiří Grossmann) – 1:50
5. Loudavý kůň (Cindy Walker Travelling Shoes / Jiří Grossmann) – 2:45
6. Gimi Det Ding (Albert Hammond, Mike Hazlewood Gimme Dat Ding / František Ringo Čech) – 2:02
7. Vzdálené bubny (Cindy Walker Distant Drums / Jiří Grossmann) – 2:45
8. Jsem z toho spletenej (Rodger Miller It Happened Just That Way / Jiří Grossmann) – 1:35
9. Bez cíle bloumat (Bob Luman I Love You So Much It Hurts Me / Jiří Grossmann) – 2:30
10. Tommy (Jiří Šlitr / Jiří Suchý) – 4:20
11. Baronet Ambrož (Jiří Grossmann) – 2:45
12. Archimedův zákon (Jiří Grossmann / Jiří Grossmann, Miloslav Šimek) – 1:35
13. Pastevecká (Jiří Grossmann) – 2:45
14. Ať nám pan Valdauf promine (Jiří Brabec / Jiří Grossmann) – 1:50
15. Drahý můj (parodie) (Billy Barton, Lewis Talley A Dear John Letter / Jiří Grossmann) – 2:05
16. Pratety (Jiří Brabec / Jiří Grossmann) – 2:20
17. Pedagogická píseň lásky (Sláva Kunst / Jiří Grossmann) – 2:30
18. Slečna z New Orleansu (tradicional Miss New Orleans / Jiří Grossmann) – 2:40

## Účinkují
- zpívají
  - Jiří Grossmann (1–18)
  - Zuzana Buriánová (1, 4)
  - Jiří Suchý (10)
  - Václav Macháček (9)
  - Miloslav Šimek (11–13, 15, 18)
  - Naďa Urbánková (2, 5, 9, 17)
  - Miluše Voborníková (2, 4–6, 9)
- hrají
  - Country Beat Jiřího Brabce (7–10, 16)
  - Orchestr divadla Semafor, řídí František Ringo Čech (1, 11)
  - orchestr Shut Up, řídí František Ringo Čech (2–6, 12–15, 17, 18)